# Суперкубок Мальдівів з футболу 2016
Суперкубок Мальдівів з футболу 2016  — 8-й розіграш турніру. Матч відбувся 5 квітня 2016 року між чемпіоном Мальдівів клубом Нью Радіант та володарем кубка Президента Мальдівів клубом Мазія.
| Володар Суперкубка Мальдівів 2016 |
| --------------------------------- |
|                                   |
| Мазія Другий титул                |

## Матч

### Деталі
| 5 квітня 2016 19:00 (EEST) |

| Нью Радіант | 0:1 дч | Мазія |
| ----------- | ------ | ----- |
|             |        |       |

| Національний стадіон, Мале |